# Lindøya
59°53′25″N 010°42′45″Ø / 59.89028°N 10.71250°Ø
Lindøya (41 hektar) er en ø i indre Oslofjord, nær Akersneset i Oslo centrum. Øen ejes af staten og blev bebygget med små hytter i 1920'erne, men den er tilgængelig for publikum. Der går båd fra Rådhusbrygge 4 til øen. 

## Hyttebebyggelsen og historien
Brug av Lindøya for rekreation begyndte ikke med hytter, men med telte (deraf navnet Teltodden på sydsiden af øen). Det fortælles at det første telt blev sat op i 1905. Men da sommeren i Norge kan byde på både regn og kulde, begyndte folk at  opsætte småhytter måtte demonteres om efteråret. Mange af hytterne var opsat af medlemmer af Akerselvens bådforening. Lidt efter lidt lod man de små hytter blive stående hele året. Efter en sankthansfest med dans omkring 1920 blev der nedlagt forbud mod ophold på øen. Bådforeningen sendte da en ansøgning til skovdirektør Gjelstrup i Landbrugsministeriet om at folk fik lov til at beholde hytterne, mod at betale en grundafgift og oprette en organisation til opretholdelse af ro og orden.  Ministeriet gik ind for ansøgningen fra bådforeningen.
Dere kom strøm og vand til Lindøya i henholdsvis 1954 og 1960. 
Lindøya har 289 hytter og er opdelt i 16 roder. Hver rode har en rodemester som er kontaktled mellem hytteejerne og styret. 
Det er også andre sommerhuse på Lindøya. Disse går ikke under betegnelsen hytter, og i folkemunde hedder det at de befinder sig på Privaten. 

## Flybase
Lindøya blev sommeren 1920 benyttet som base for Norsk Luftfartrederis vandflyverruter til Stavanger, Haugesund og Bergen. Driften blev nedlagt efteråret samme år, da det økonomiske klima i Norge på den tid ikke var klar for flyveruter. Da en ny vandflyverhavn for Oslo blev oprettet i 1927, var det på naboøen Gressholmen, hvor hangaren og rampen fortsat er intakt.

## Lindøya naturreservat
På den nordøstlige del af øen er 9,1 hektar beskyttet som Lindøya naturreservat. Arealet er domineret af fyrreskov med indslag af blandt andet berberis, ene, vrietorn, liljekonval, knoldet mjødurt, snerrearter, hjorterod og den meget sjældne svalerod. De centrale dele af skoven er mindre næringsrig og domineres af græsarter og moser.

## Billedgalleri
- Jagthytten hvor Kong Oscar II var gæst.
Foto: Helge Høifødt
- Butikken midt på øen.
Foto: Helge Høifødt
- Friområdet med fodboldbane midt på øen.
Foto: Helge Høifødt
- Søen.
Foto: Helge Høifødt